# Клесів (село)
Кле́сів — село в Україні, у Клесівській селищній громаді Сарненського району Рівненської області. Село розташоване за 142 км від Рівного. Населення становить 1492 осіб.
Село належить до 3-ї зони радіоактивного забруднення. У селі розташована Успенська церква XVII століття.

## Історія

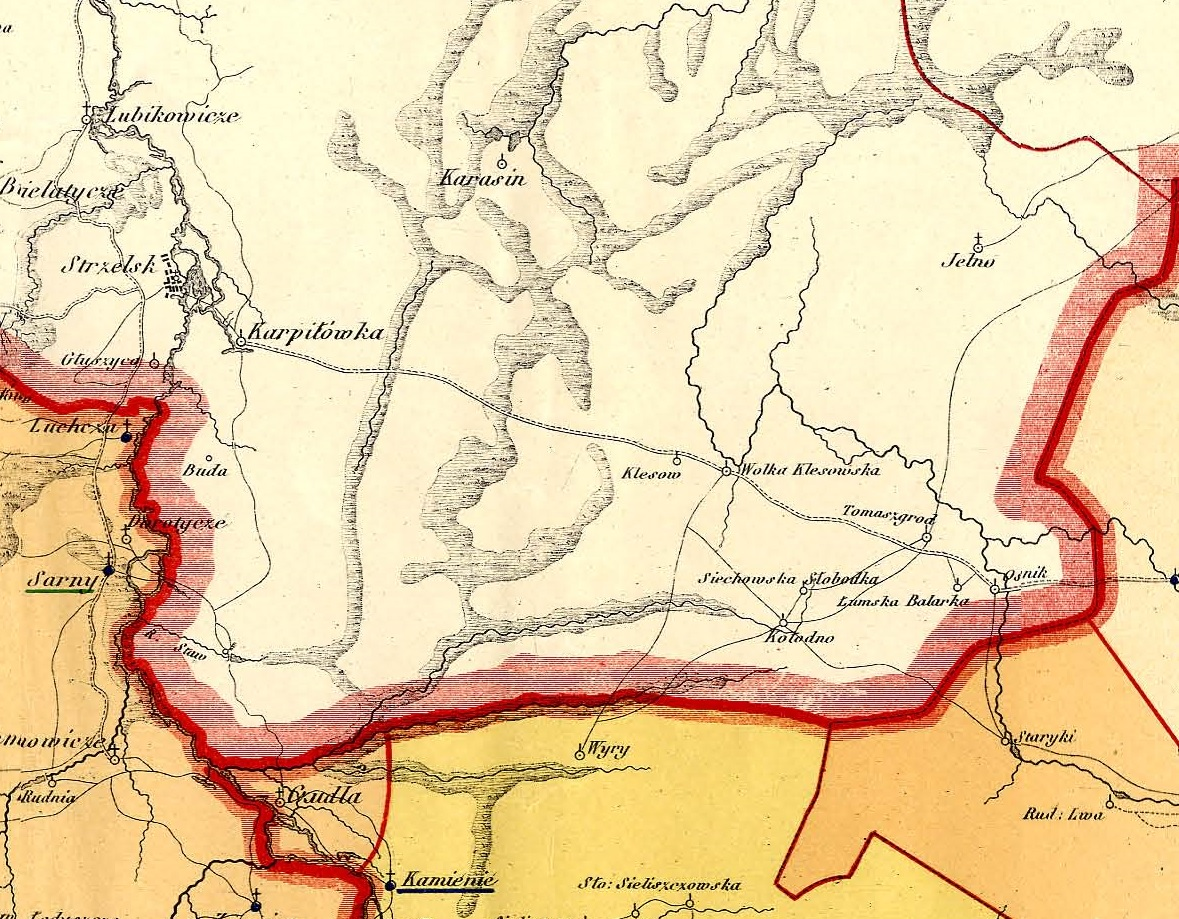
Клесів на мапі Речі Посполитої (карта створена у 1899—1904 роки). Поряд також знаходиться Воля Клесівська, яка сьогодні є частиною смт Клесів.

Дата заснування достеменно невідома. Клесів згадується вже у 1809 році, після третього поділу Польщі 1795 року, у краєзнавчій праці «Волынскія записки, сочиненные Степаномъ Руссовымъ въ Житомире 1809», написаній Волинським губернським прокурором С. В. Русовим.
Станом на 1859 рік, Клесів був державним селом, тут діяла дерев'яна православна церква, налічувалося 48 дворів та 430 жителів (215 чоловіків і 215 жінок), з них 428 православних і 2 євреїв.
Село входило до складу Вирської волості Рівненського повіту Російської імперії. В околицях виступали великі поклади базальту. У кінці XIX століття у Клесові налічувалося 103 будинки, мешкало 729 осіб.
1902 року за кілька кілометрів від села збудовано залізничну станцію, яка дістала однойменну назву (сьогодні це смт Клесів). У 1906 році у Клесові було 116 будинків, мешкало 800 осіб. За переписом 1911 року у селі мешкало 1 026 осіб, була однокласова школа, 3 крамниці, тартак, державна горілчана крамниця та шинок.
Відповідно до Розпорядження Кабінету Міністрів України від 12 червня 2020 року № 722-р «Про визначення адміністративних центрів та затвердження територій територіальних громад Рівненської області» увійшло до складу Клесівської селищної громади.

## Населення
Згідно з переписом УРСР 1989 року чисельність наявного населення села становила 1571 особа, з яких 771 чоловік та 800 жінок.
За переписом населення України 2001 року в селі мешкали 1474 особи.

### Мова
Розподіл населення за рідною мовою за даними перепису 2001 року:
| Мова       | Відсоток |
| ---------- | -------- |
| українська | 99,73 %  |
| російська  | 0,13 %   |
| угорська   | 0,07 %   |